# Thomas G. Stemberg
Thomas George Stemberg (Orange, 18 de enero de 1949 - Chestnut Hill, 23 de octubre de 2015) fue un empresario, inversor y filántropo estadounidense. Fue un pionero de la industria de las grandes tiendas de suministros de oficina, sobre todo por fundar la cadena minorista de suministros de oficina Staples junto con Leo Kahn.

## Primeros años
Stemberg nació el 18 de enero de 1949 en Orange, Nueva Jersey; siendo hijo de Erika Stemberg (de soltera Ratzer) y Oscar Michael Stemberg, ambos inmigrantes provenientes de Viena, Austria. Su padre era un abogado que se convirtió en restaurador. Su padre era judío y su madre católica.
En Harvard College, ocupó puestos gerenciales en Harvard Student Agencies, una organización práctica de empresas del campus, y Harvard Independent, un periódico estudiantil recientemente establecido. En 1973, Stemberg se graduó de la Escuela de Negocios de Harvard recibiendo su MBA como becario George F. Baker.

## Carrera

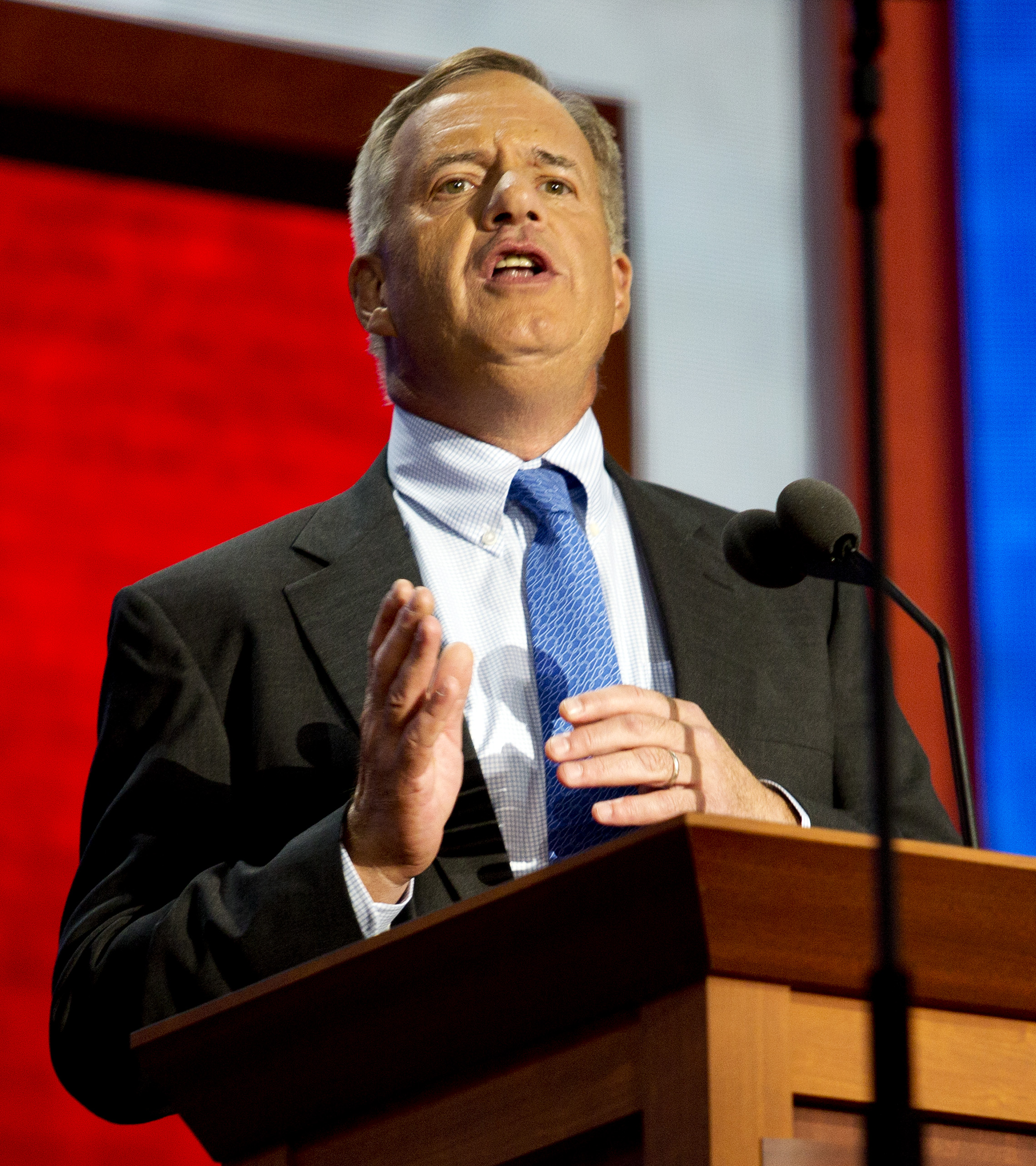
Stemberg hablando en la Convención Nacional Republicana de 2012.

Comenzó su carrera en el supermercado Star Markets, donde se convirtió en vicepresidente de la división de ventas y comercialización de la empresa.
En 1986, Stemberg fundó Staples Inc. con el respaldo de firmas de capital privado, incluidas Hambro International Ventures, Harvard Management, Bessemer Ventures, Adler & Company y Bain Capital; El cofundador de Bain, Mitt Romney, formó parte de la junta directiva de la compañía durante los siguientes 15 años. Para 1999, Staples tenía ventas mundiales de más de 7 mil millones de dólares, con más de mil grandes tiendas, catálogos de pedidos por correo, tiendas de comercio electrónico y negocios por contrato.
En 2005, Stemberg se unió a Highland Capital Partners, una firma de capital de riesgo, en Lexington, Massachusetts, como socio-gerente general.
Stemberg tenía un patrimonio neto estimado de $202 millones, además fue un filántropo que donó fondos en áreas relacionadas con la educación. Stemberg, un partidario político de Mitt Romney desde que Romney se postuló para el Senado de los Estados en 1994, habló en nombre de Romney en la Convención Nacional Republicana de 2012. Stemberg alentó a Romney a hacer que la atención médica fuera más accesible, lo que llevó a Romney a reformar la atención médica en la Commonwealth.

## Vida personal
En 2012, Stemberg estuvo involucrado en una disputa legal con su primera esposa, Maureen Sullivan.
Falleció el 23 de octubre de 2015 de cáncer gástrico. Tenía 66 años.